# Oscar Puschmann

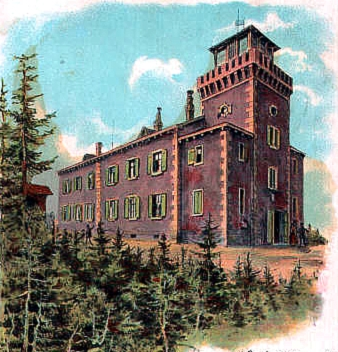
Fichtelberghaus mit Erweiterungsbau

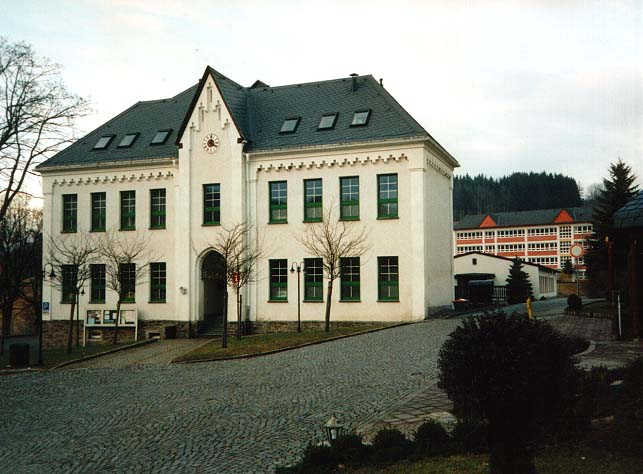
Heutiges Haus des Gastes in Breitenbrunn

Heinrich Oscar Puschmann (* 1845 in Johanngeorgenstadt; † 27. März 1906 ebenda) war ein deutscher Architekt, Baumeister und Kommunalpolitiker.

## Leben und Werk
Der aus einer in Johanngeorgenstadt ansässigen Bergmannsfamilie stammende Oscar Puschmann wurde nach seiner Ausbildung städtischer Baumeister in seiner Heimatstadt. Dort prägte er durch viele seiner, nach dem großen Stadtbrand von 1867 projektierten Bauten das Ortsbild. So war er unter anderem verantwortlich für den Bau des neuen Rathauses am Marktplatz von Johanngeorgenstadt (1869–1870, 1955 abgerissen). Im benachbarten Breitenbrunn/Erzgeb. war er der Baumeister des heutigen Hauses des Gastes (1878–1880). 1881 erhielt er den Auftrag für die Errichtung des steinernen Aussichtsturms auf dem Spiegelwald für 2750 Mark.
Überregionale Bekanntheit erlangte Puschmann unter anderem als Baumeister des ersten massiven Berghauses auf dem Fichtelberg (Erzgebirge). Die Grundsteinlegung wurde am 7. Juli 1888 im Beisein des 1. Vorsitzenden des Erzgebirgsvereins, Ernst Köhler, und des Oberlehrers Hermann Möckel gefeiert. Geschirre aus Johanngeorgenstadt fuhren zahlreiche Granitsteine von Jungenhengst die weite Strecke hinauf auf den 1214 m hohen Berg, dessen Gipfel damals noch in ziemlicher Wildnis lag. Daher ließ Puschmann einen Knüppeldamm von Gottesgab über das Neue Haus bis zum Fichtelberg anlegen. Der Polier Puschmanns, Brutus Fleischmann aus Oberwiesenthal, übernahm als erster Bergwirt die Bewirtschaftung des am 1. Juli 1889 eingeweihten Fichtelberghauses. Da das Unterkunftsgebäude durch den großen Zustrom von Touristen nach wenigen Jahren zu klein wurde, nahm Puschmann auch die Projektierung des Erweiterungsbaues auf dem Fichtelberg vor.
Anfang der 1890er Jahre war Puschmann stellvertretender Bürgermeister von Johanngeorgenstadt. Sein Wohnhaus gegenüber vom Lazarusstift in Johanngeorgenstadt ließ er als einziges Bauwerk im Ort im Umgebindestil errichten.
Als Höhepunkt seiner Karriere errichtete sich Oscar Puschmann in der Nähe des Bahnhofs von Johanngeorgenstadt ein eigenes Hotel, das am 25. Mai 1901 unter dem Namen Henriettenhof eröffnet wurde und dessen damaliger Gesellschaftsraum 200 Personen Platz bot.  
Am 2. April 1906 wurde, kurz nach seinem Tod, das Konkursverfahren gegen seine Firma eröffnet.